# República do Texas
A República do Texas foi uma nação independente e soberana na América do Norte que existiu de 2 de março de 1836 a 19 de fevereiro de 1846. Tinha fronteira com o país do México para o sudoeste, o Golfo do México até o sudeste, os dois estados de Louisiana e Arkansas para o leste e nordeste dos Estados Unidos, e os territórios dos Estados Unidos englobando os atuais estados de Oklahoma, Kansas, Colorado, Wyoming e Novo México para o norte e oeste.
Formada como uma nação separada, após ganhar a independência do México, em 1836, a república alegou fronteiras, que incluiu todos do atual estado do Texas, Estados Unidos, bem como partes da atual Oklahoma, Kansas, Colorado, Wyoming e Novo México com base nos Tratados de Velasco entre a República recém-criada do Texas e México. A fronteira leste com os Estados Unidos foi definida pelo Tratado de Adams-Onís entre os Estados Unidos e Espanha, em 1819.
Sua fronteira sul e mais ocidental com o México estava sob disputa ao longo de toda a existência da república do Texas alegando que a fronteira como o Rio Grande (conhecido como o Río Bravo del Norte ou Rio Bravo, no México), e no México alegando que o limite é o Rio Nueces. Essa disputa se tornaria mais tarde um gatilho para a Guerra Mexicano-Americana 1846-1848 entre o México e os Estados Unidos, após a anexação do Texas pelos Estados Unidos em 29 de dezembro de 1845.

## História

### 1836–1845

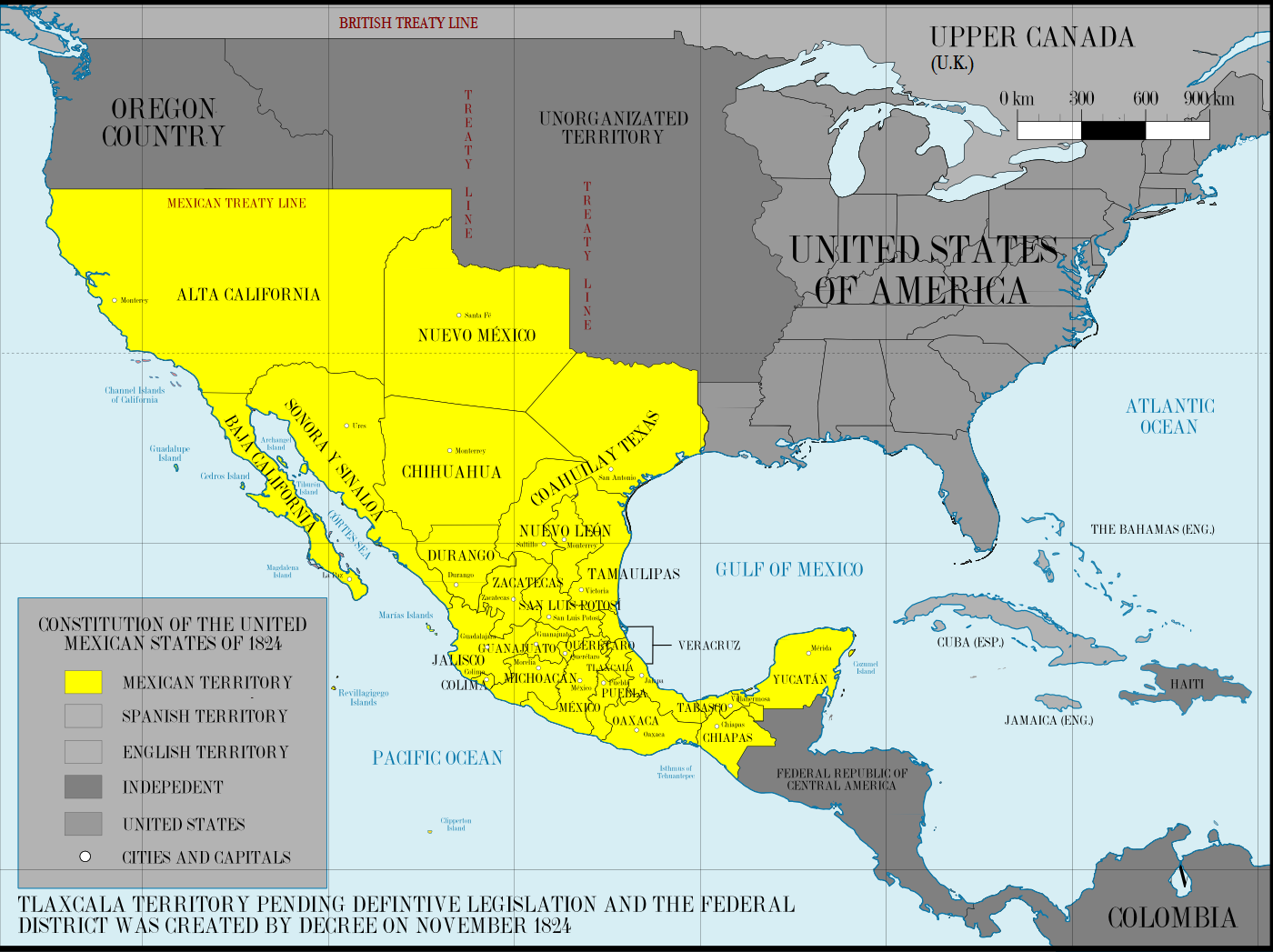
O México em 1824. O Texas fazia parte do México em 1824, ocupando a região Nordeste desse país.

O segundo Congresso da República do Texas foi convocado em outubro de 1836 em Columbia (dias atuais West Columbia). Stephen F. Austin, conhecido como o Father of Texas (Pai do Texas), morreu 27 de dezembro de 1836, depois de cumprir dois meses como secretário de Estado para a nova República. Em 1836, cinco locais serviram como capitais temporárias do Texas (Washington-on-the-Brazos, Harrisburg, Galveston, Velasco e Columbia), antes de o presidente Sam Houston mudar a capital para Houston em 1837. A capital foi transferida para a nova cidade de Austin em 1839 pelo próximo presidente, Mirabeau B. Lamar. A primeira bandeira da república foi a "Burnet Flag" (uma estrela de ouro em um fundo azul), seguido pouco depois por adoção oficial da bandeira da estrela solitária.
Política interna da República foram baseadas no conflito entre duas facções. A facção nacionalista, liderado por Lamar, defendeu a independência continuada do Texas, a expulsão dos nativos americanos, e da expansão do Texas para o Oceano Pacífico. Os seus adversários, liderados por Houston, defendeu a anexação do Texas aos Estados Unidos e a convivência pacífica com os nativos americanos. O Congresso do Texas até aprovou uma resolução sobre o veto do Houston alegando que as Califórnias para o Texas. A eleição presidencial de 1844 dividiu dramaticamente, com as regiões ocidentais mais recentes da República preferindo o candidato nacionalista Edward Burleson, enquanto o país de algodão, especialmente a leste do rio Trinity, foi para Anson Jones.

Primeira bandeira da República do Texas (1836-1839)

Os Comanches eram a principal oposição nativa americana para a República do Texas, que se manifesta em várias incursões sobre os assentamentos, para captura e estupros de mulheres, torturas, assassinatos e uso para o tráfico de escravos cativos. No final dos anos 1830, Sam Houston negociou a paz entre o Texas e os Comanches. Lamar substituiu Houston como presidente em 1838, e reverteu as políticas indígenas. Ele voltou para a guerra com os Comanches e invadiu a própria Comancheria. Em retaliação, os Comanches atacaram o Texas em uma série de ataques. Após as negociações de paz, em 1840, que terminou com o massacre de 34 líderes comanches em San Antonio, os Comanches lançaram um grande ataque no Texas, conhecido como o Great Raid of 1840 (A grande invasão de 1840). Sob o comando de Potsanaquahip (Buffalo Hump), 500-700 comanches a cavalaria guerreiros varreram o baixo vale do rio Guadalupe, matando e saqueando todo o caminho até a costa do Golfo do México, onde saquearam as cidades de Victoria e Linnville. Houston tornou-se presidente novamente em 1841 e, com tanto os texanos e Comanches exaustos pela guerra, uma nova paz foi estabelecida.
Embora o Texas tivesse governo próprio, o México se recusou a reconhecer a sua independência. Em 5 de março de 1842, a força mexicana de mais de 500 homens, liderada por Ráfael Vásquez, invadiu o Texas, pela primeira vez desde a revolução. Eles logo recuaram para o Rio Grande depois de ocupar brevemente San Antonio. Cerca de 1 400 soldados mexicanos, liderados pelo francês mercenário general Adrián Woll, lançou um segundo ataque e capturou San Antonio em 11 de setembro de 1842. A milícia do Texas retaliou na Batalha do Salado Creek. A milícia de reforço, no entanto, foi derrotada por soldados mexicanos e índios Cherokees do Texas em 18 de setembro, durante o Massacre de Dawson. O exército mexicano viria a recuar da cidade de San Antonio.
Entre os efeitos dos ataques do México no Texas foi a intensificação de conflitos entre facções políticas, incluindo um incidente conhecido como Texas Archive War (Guerra dos Arquivos do Texas). Para "proteger" os arquivos nacionais do Texas, o Presidente Sam Houston ordenou-lhes a retirada de Austin. Os arquivos foram mais tarde devolvidos a Austin. O Congresso do Texas advertiu Houston para o incidente, e este episódio da história do Texas iria solidificar Austin como sede do governo da República do Texas e do estado futuro.
Havia também perturbações internas. A Guerra Regulador-Moderador 1839-1844 foi uma briga de terras em Harrison e Shelby, concelhos no leste do Texas. A disputa acabou envolvido Nacogdoches, San Augustine, e outros municípios do leste de Texas. Condado de Harrison do xerife John J. Kennedy e juiz do condado de Joseph U. Fields ajudou a acabar com o conflito, o tapume com a lei e o partido da ordem. Sam Houston ordenou a 500 milicianos para ajudarem a acabar com a disputa.

## Governo

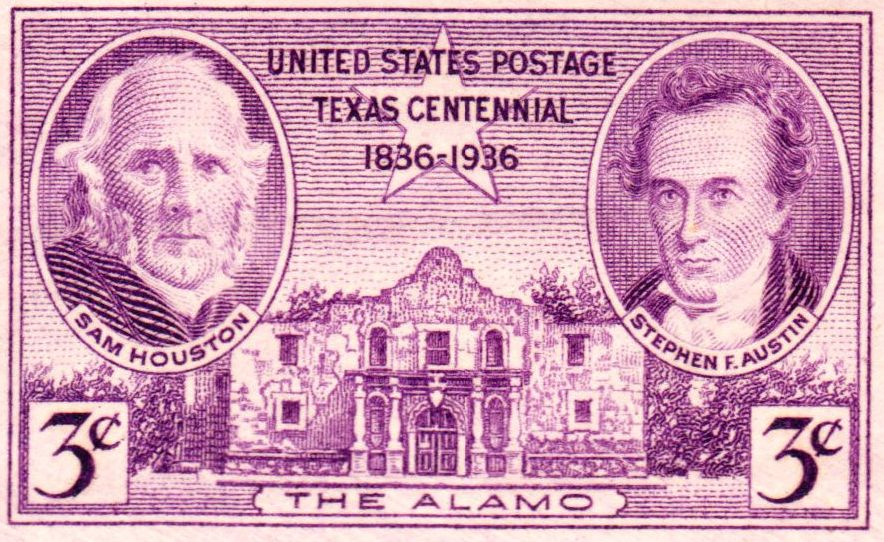
Sam Houston e Stephen F. Austin retratados em um selo postal dos Estados Unidos de 1936 em comemoração 100º aniversário da República do Texas.

Depois de ganhar a sua independência, os eleitores do Texas elegeram um congresso de 14 senadores e 29 representantes em setembro de 1836. A constituição permitiu que o primeiro presidente servisse por apenas dois anos, e estabeleceu um prazo de três anos para todos os presidentes posteriores.
O primeiro Congresso da República do Texas foi convocado em outubro de 1836 em Columbia (dias atuais West Columbia). Stephen F. Austin, muitas vezes referido como o "Pai do Texas", morreu em 27 de dezembro de 1836, depois de cumprir apenas dois meses como secretário de estado da república. Devido, principalmente, a guerra em curso para a independência, cinco locais serviram como capitais temporárias do Texas em 1836: (Washington-on-the-Brazos, Harrisburg, Galveston, Velasco e Columbia). A capital foi transferida para a nova cidade de Houston em 1837.
Em 1839, um assentamento pioneiro pequeno situado às margens do rio Colorado, no centro do Texas foi escolhido como sétima e última capital da república. Constituída sob o nome de Waterloo, a cidade foi rebatizada de Austin pouco depois, em honra de Stephen F. Austin.
O sistema judicial inaugurado pelo congresso incluiu uma corte suprema composta por um chefe de justiça nomeados pelo presidente e quatro juízes associados, eleitos por uma votação conjunta das duas casas do congresso para um mandato de quatro anos e elegíveis para a reeleição. Os associados também presidiram quatro distritos judiciais. Houston nomeou James Collinswort para ser o primeiro chefe de justiça. O sistema de concelho a tribunal consistiu de um chefe de justiça e dois associados, escolhidos pela maioria dos juízes de paz no município. Cada município também deveria ter um xerife, um médico legista, juízes de paz e policiais para mandatos de dois anos. O Congresso formou 23 municípios, cujos limites geralmente coincide com os municípios existentes.
Em 1839, o Texas tornou-se o primeiro país no mundo a aprovar uma isenção de domicílio em que a residência principal de uma pessoa não pode ser apreendida pelos credores.

## Fronteiras

A República centralista com os movimentos separatistas gerados pela dissolução da República Federal.
Território proclamado a sua independência
Território reivindicado pela República do Texas
Território reivindicado pela República do Rio Grande
Rebeliões

Os líderes texanos consideraram estender as suas fronteiras nacionais para o Oceano Pacífico, mas finalmente decidiram reivindicar o Rio Grande como limite, incluindo grande parte do Novo México, que a República nunca controlou. Eles também esperavam, depois da paz feita com o México, construir uma ferrovia até o Golfo da Califórnia para dar "acesso ao comércio do Índico Leste, peruano e chileno". Ao negociar a possibilidade de anexação para os Estados Unidos no final de 1836, o governo texano instruiu seu ministro Wharton em Washington que, se o limite fosse um problema, Texas estava disposto a se contentar com um limite no divisor de águas entre o Rio Nueces e Rio Grande, e deixar de fora do Novo México. Em 1840, o primeiro e único censo da República do Texas aconteceu. E nela, a jovem república tem notícia chocante. Ele tinha uma população de cerca de 70 000 pessoas. Também no censo, cita San Antonio como sua maior cidade e Houston sua segunda.

## Relações diplomáticas
Em 3 de março de 1837, o presidente dos Estados Unidos Andrew Jackson nomeou Alcée Louis la Branche encarregado dos negócios da República do Texas, reconhecendo, assim, oficialmente o Texas como uma república independente. França concedeu o reconhecimento oficial do Texas em 25 de setembro de 1839, nomeação Alponse Dubois de Saligny para servir como encarregado dos negócios. A missão diplomática francesa foi construída em 1841, e ainda está em Austin como a mais antiga estrutura da cidade. Por outro lado, a República do Texas fundou a embaixada em Paris, localizada no que hoje é o Hôtel de Vendôme, ao lado da Place Vendôme em 2º arrondissement de Paris.
A República também recebeu o reconhecimento diplomático da Bélgica, Países Baixos e da República de Yucatán. O Reino Unido nunca concedeu o reconhecimento oficial do Texas, devido às suas próprias relações de amizade com o México, mas admitiu bens texanos em portos britânicos em seus próprios termos. Em Londres, a Embaixada original da República do Texas ainda continua de pé. Logo em frente as portas para o Palácio de St. James, Embaixada original de Sam Houston da República do Texas à Corte de St. James agora é uma loja de chapéus, mas está claramente marcada com uma grande placa e um restaurante próximo que é chamado de Texas Embassy. Uma placa no exterior do 3 St. James's Street, em Londres regista os andares superiores do edifício (que abrigou o comerciante de vinhos notável Berry Brothers & Rudd desde 1698) onde abrigou a missão diplomática do Texas.

## Presidentes e vice-presidentes
| De                     | Até                                                                                | Presidente                 | vice-presidente              | candidatos presidenciais                  | candidatos Vice pres.        |
| ---------------------- | ---------------------------------------------------------------------------------- | -------------------------- | ---------------------------- | ----------------------------------------- | ---------------------------- |
| 16 de março de 1836    | 22 de outubro de 1836                                                              | David G. Burnet (interino) | Lorenzo de Zavala (interino) |                                           |                              |
| 22 de outubro de 1836  | 10 de dezembro de 1838                                                             | Sam Houston                | Mirabeau B. Lamar            | Sam Houston Henry Smith Stephen F. Austin | Mirabeau B. Lamar            |
| 10 de dezembro de 1838 | 13 de dezembro de 1841                                                             | Mirabeau B. Lamar          | David G. Burnet              | Mirabeau B. Lamar Robert Wilson           | David G. Burnet              |
| 13 de dezembro de 1841 | 9 de dezembro de 1844                                                              | Sam Houston                | Edward Burleson              | Sam Houston David G. Burnet               | Edward Burleson Memucan Hunt |
| 9 de dezembro de 1844  | 19 de fevereiro de 1846 Anderson morreu ainda na presidência em 3 de julho de 1845 | Anson Jones                | Kenneth L. Anderson          | Anson Jones Edward Burleson               | Kenneth L. Anderson          |

## Soberania
Em 28 de fevereiro de 1845, o Congresso dos Estados Unidos aprovou uma lei que autoriza os Estados Unidos para anexar a República do Texas. Em 1 de março, o Presidente dos Estados Unidos, John Tyler assinou a lei. A legislação estabeleceu a data para a anexação para o dia 29 de dezembro do mesmo ano. Diante iminente anexação americana do Texas, Charles Elliot e Alphonse de Saligny, os ministros britânicos e franceses para o Texas, foram enviados para a Cidade do México por seus governos. Reunião com o ministro das Relações Exteriores do México, eles assinaram um "ato diplomático" em que o México se ofereceu para reconhecer o Texas independente, com fronteiras que seriam determinadas pelos franceses e a mediação pelos britânicos. O presidente do Texas Anson Jones enviou ambas as ofertas para uma reunião especialmente eleitos em Austin, e a proposta americana foi aceita com apenas um voto contrário. A proposta mexicana nunca foi posta em votação. Após o decreto anterior do presidente Jones, a proposta foi, então, submetida a votação em toda a República.

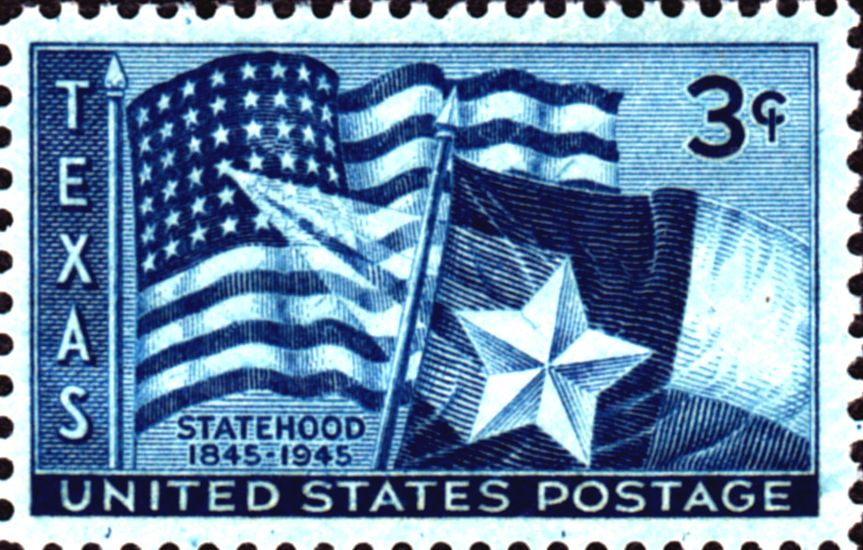
Soberania do TexasEdição do 100º aniversário de 1945

Propostas para norte do Texas e fronteiras a oeste em debate de 1850.

Em 13 de outubro de 1845, a grande maioria dos eleitores da república aprovaram tanto a oferta americana e a proposta de Constituição que especificamente aprovou a escravidão e trazendo emigrantes escravos para o Texas. Esta constituição foi posteriormente aceita pelo Congresso dos Estados Unidos, tornando o Texas um estado dos Estados Unidos no mesmo dia anexação entrou em vigor, 29 de dezembro de 1845 (portanto, ignorando a fase territorial). Uma das motivações para a anexação foi que o governo do Texas tinha enormes dívidas que os Estados Unidos concordaram em assumir sobre a anexação. Como parte do acordo de 1850, em troca dessa dívida de ($10 000 000), o Texas baixou as reivindicações de território que incluía partes do atual Colorado, Kansas, Oklahoma, Novo México e Wyoming.
A resolução não incluía duas normas exclusivas: Primeiro, ele disse que até quatro estados adicionais podem ser criados a partir do território do Texas, com o consentimento do Estado do Texas (e que novos estados ao norte da linha do Paralelo 36° 30' Norte seriam estados livres). A resolução não inclui quaisquer exceções especiais para as disposições da Constituição dos Estados Unidos sobre o Estado. O direito de criar esses possíveis novos estados não estava "reservada" para o Texas, como às vezes se afirma. Segundo: Texas não tem que entregar suas terras públicas para o governo federal. Enquanto Texas fez ceder todo o território fora de sua área atual para o governo federal em 1850, ele não cedeu nenhuma das terras públicas dentro de seus limites atuais. Consequentemente, as terras do Texas de propriedade do governo federal, são aqueles que foram posteriormente compradas por ele. Isso também significa que o governo do estado tem o controle sobre as reservas de petróleo que mais tarde foram usados para financiar o sistema universitário público do Estado, através do Permanent University Fund. Além disso, o controle do Estado sobre as reservas petróleo em alto mar no Texas acaba em três léguas náuticas (16,6 km), em vez de três milhas náuticas (5,56 km), como ocorre com outros estados.

## Outras leituras
- Hardin, Stephen L.; Wade, Mary Dodson (1998), Lone Star: The Republic of Texas, 1836–1846, ISBN 978-1-878668-63-9, Discovery Enterprises
- Hogan, William Ransom (2007), The Texas Republic: A Social and Economic History, ISBN 978-0-87611-220-5, Texas State Historical Association
- Lankevich, George J. (1979), The Presidents of the Republic of Texas: Chronology, Documents, Bibliography, ISBN 978-0-379-12085-1, Oceana Publications
- Weems, John Edward; Weems, Jane (1971), Dream of Empire: A Human History of the Republic of Texas, 1836–1846, Simon and Schuster